# Manobra em gancho

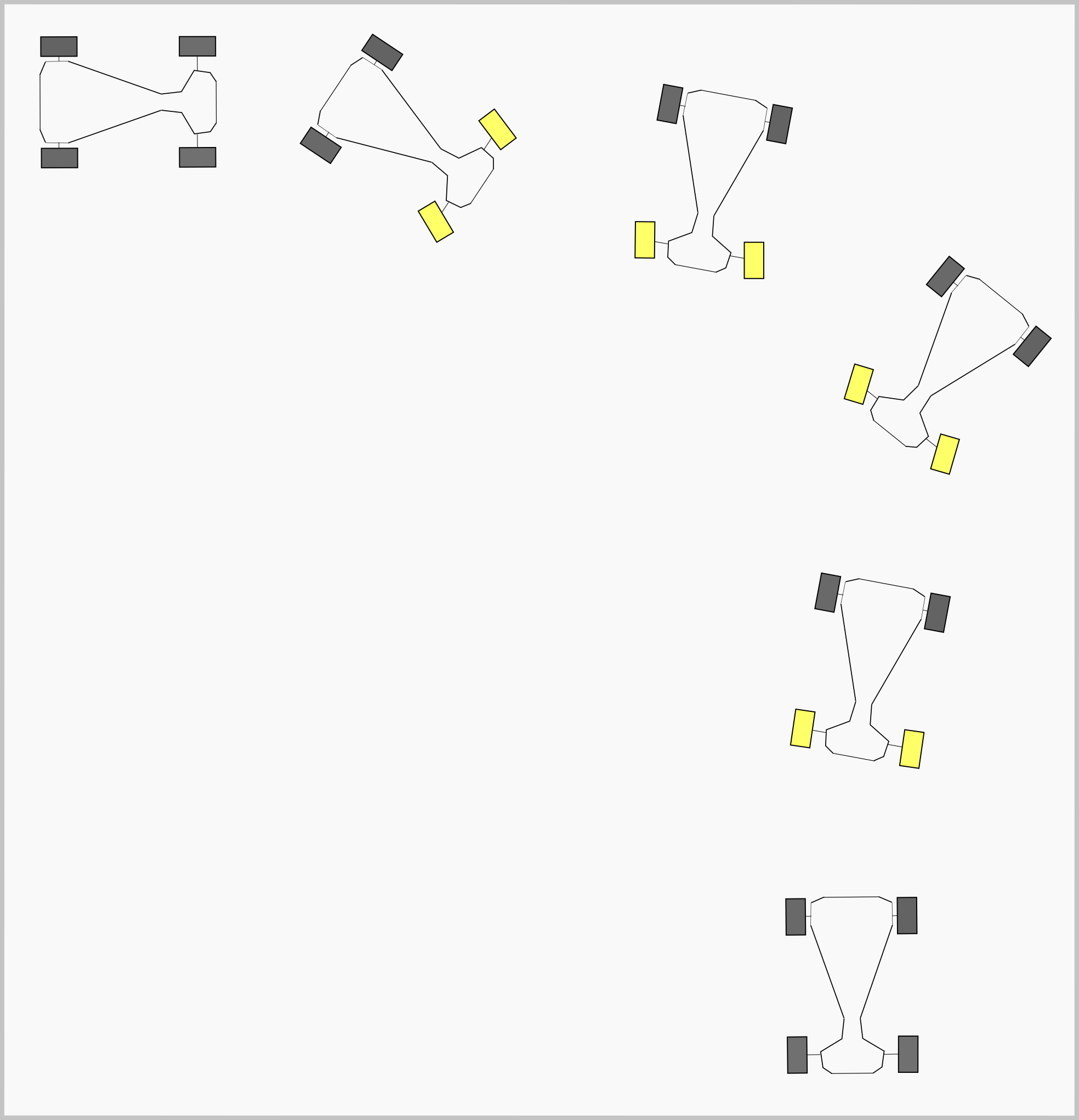
Exemplo de um veículo a ganchar.

A manobra em gancho ou simplesmente gancho ("opposite lock" ou "reverse lock" em inglês) é uma técnica de condução usada em competições automóveis que faz uso propositado da sobreviragem crítica para curvar um automóvel rapidamente sem perder o ímpeto. É uma manobra particularmente usada no Rally e em Drifting.
Esta técnica resulta melhor em superfícies menos ásperas onde o atrito entre os pneus e o solo é reduzido, mas pode ser usada no asfalto ou noutras superfícies de elevado atrito desde que o automóvel tenha potência suficiente para manter a velocidade. Para o efeito é recomendada uma pressão baixa nos pneus de modo a evitar problemas durante ou depois da manobra.

## Funcionamento
Antes de entrar na curva, o automóvel é virado ligeiramente em direcção à curva num movimento seco e repentino, que causa uma rotação e induz a traseira do automóvel a deslizar em direcção à parte de fora da curva. Nesta altura deve acelerar-se de modo a intensificar o movimento rotativo. Ao mesmo tempo deve rodar-se a direcção no sentido contrário (de modo ao veículo se manter alinhado com a estrada).
Já a meio da curva, o automóvel perdeu alguma velocidade que foi dissipada na derrapagem e deve agora aplicar-se pouca potência de modo a aderir bem ao solo. A traseira retoma o centro da estrada à medida que o automóvel progride nesta, basta uma aceleração extra para terminar a manobra.
De uma maneira geral, a manobra permite ao automóvel atravessar a curva mais rapidamente. Nas mãos de um condutor experiente a manobra é feita num movimento fluido e aparentemente natural, quando mal executada acontece precisamente o oposto.

## Outras técnicas de condução
- Handbrake turn
- Countersteering
- Bootleg turn